# 偏脉耳草
偏脉耳草（学名：Hedyotis obliquinervis）为茜草科耳草属下的一个种。

## 扩展阅读
維基物種上的相關：偏脉耳草